# Baeolophus
Baeolophus és un gènere d'ocells de la família dels pàrids (Paridae).

## Taxonomia
Segons la Classificació del Congrés Ornitològic Internacional (versió 2.6, 2010) aquest gènere està format per cinc espècies:
- Baeolophus wollweberi[1] - mallerenga emplomallada embridada.
- Baeolophus inornatus[1] - mallerenga emplomallada dels roures.
- Baeolophus ridgwayi[1] - mallerenga emplomallada dels ginebres.
- Baeolophus bicolor[1] - mallerenga emplomallada bicolor.
- Baeolophus atricristatus[1] - mallerenga emplomallada crestanegra.